# Nemo (personnalité de la musique)
Pour les articles homonymes, voir Nemo et Mettler.
Nemo, de son nom complet Nemo Mettler, est une personnalité suisse de la musique née le 3 août 1999 à Bienne dans le canton de Berne.
L'artiste remporte pour la Suisse le Concours Eurovision de la chanson 2024 avec sa chanson The Code.

## Biographie

### Origines et famille
Nemo Mettler naît le 3 août 1999 à Bienne dans le canton de Berne. Sa langue maternelle est le suisse allemand. Son père, Markus Mettler, est inventeur ; sa mère, Nadja Schnetzler, est journaliste : elle fait notamment partie de l'équipe fondatrice du média en ligne Republik en 2018,. Tous deux sont d'origine appenzelloise. Avec leur société Brainstore, les parents de Nemo, lors d'une collaboration avec les Chemins de fer fédéraux suisses en 1997, ont proposé un abonnement annuel de chemins de fer pour les jeunes valable en soirée, qui sera nommé Voie 7 (de).
Lors d'une mission pour la Croix-Rouge suisse au Salvador en 2018, Nemo donne des précisions sur son prénom qui signifie en latin « personne » et déclare à ce sujet : « mes parents pensaient que si je n'étais personne, je pourrais tout devenir »,.
Sa sœur cadette, prénommée Ella, est photographe. Elle est notamment la directrice de la création photos de la campagne de vaccination de l'Office fédéral de la santé publique lors de la pandémie de Covid-19. Elle collabore avec Nemo dans la direction artistique et participe au clip The Code.

### Parcours artistique
Nemo joue du piano, du violon et de la batterie dès son enfance.
À l'âge de dix ans, Nemo entre à l'opéra pour enfants de Bienne et interprète immédiatement l'un des rôles principaux de l'opéra La Flûte enchantée, celui du Papageno,. Chaque semaine, Nemo y suit des cours avec une coach vocale.
Nemo joue un rôle en 2012 dans la comédie musicale juke-box Ich war noch niemals in New York (de), inspirée du tube de Udo Jürgens, puis participe en 2015 à l'émission Die grössten Schweizer Talente en tant que rappeur.
Son premier EP, sorti en 2015 et intitulé Clownfisch, se classe à la 95e place des classements musicaux en Suisse. Son single intitulé Du, sorti en 2017, se classe à la 4e place. Nemo gagne la même année le Prix Walo (de) de la révélation (Newcomer), le prix SRF 3 Best Talent et remporte en 2018 quatre Prix de la musique suisse, dont celui de la meilleure chanson de l'année pour Du et celui de la meilleure performance en concert de l'année.
En 2017, Nemo étudie le chant solo dans les spécialités jazz et pop pendant un an à l'Université des Arts de Zurich.
Après avoir séjourné à Los Angeles en 2020, Nemo décide de passer du suisse allemand à l'anglais dans ses chansons,.
En 2021, Nemo participe à la deuxième saison de The Masked Singer Switzerland, l'adaptation suisse de Masked Singer, dans le costume du Panda[réf. souhaitée], et se fait démasquer à l'issue du quatrième épisode, se classant ainsi 5e.

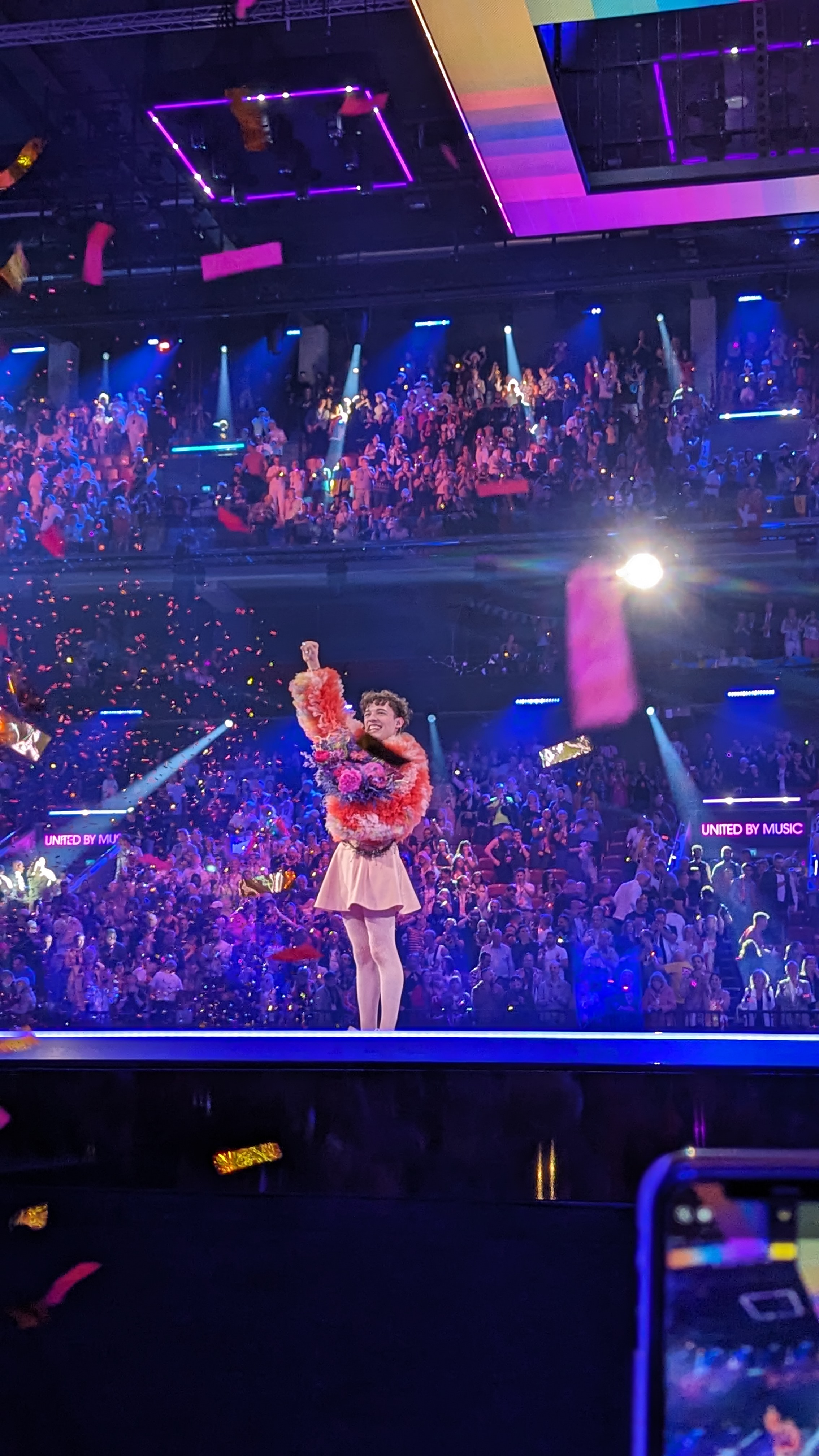
Nemo sur scène après sa victoire à l'Eurovision 2024.

Nemo représente la Suisse au Concours Eurovision de la chanson 2024, avec la chanson The Code. Mêlant rap, drum and bass et opéra, celle-ci parle de carcans binaires de la société dont il faut se libérer. Avec 591 points, Nemo remporte la compétition, trente-six ans après la dernière victoire de la Suisse à l'Eurovision, qui était alors représentée par Céline Dion.
Le 22 novembre 2024, Nemo était l'un des invités du Royal Variety Performance au Royal Albert Hall à Londres, partageant l'affiche avec Elton John, David Furnish, Sophie Ellis-Bextor et James Bay. Durant cette soirée Nemo rencontre le roi Charles III venu assister au spectacle.

### Non-binarité
En novembre 2023, Nemo, jusqu'alors identifié au masculin, effectue son coming out non binaire dans le journal SonntagsZeitung, annonçant adopter les pronoms neutres they/them en anglais, (iel en français).
La non-binarité de genre est au cœur de  la chanson The Code. Lors de la parade d'ouverture du concours de l'Eurovision 2024, Nemo déploie publiquement le drapeau non binaire après l'avoir introduit à l'insu de l'équipe du concours (qui n'autorise que les drapeaux de pays participants, et le drapeau arc-en-ciel). L'artiste se montre critique des règles du concours sur ce point.

### Vie personnelle
Nemo a vécu à Berlin de 2021 à 2024, puis s'établit à Londres, car après un séjour dans cette ville pour donner des interviews, Nemo réalise pouvoir davantage s'y exprimer artistiquement. 
En couple avec une femme depuis 2019, l'artiste se définit comme pansexuel.

## Discographie

### EP
- 2015 – Clownfisch
- 2016 – Momänt Kids
- 2017 – Fundbüro
- 2022 – Whatever Feels Right

### Singles
- 2016 – Himalaya
- 2017 – Ke Bock
- 2017 – Du
- 2017 – Usserirdisch
- 2018 – Kunstwärch
- 2018 – Crush uf di
- 2019 – 5i uf de Uhr
- 2019 – 365
- 2019 – Girl us mire City
- 2020 – Dance With Me
- 2020 – Video Games
- 2021 – Chleiderchäschtli (avec KT Gorique)
- 2021 – Certified Pop Queen
- 2022 – lonely af
- 2022 – own sh¡t
- 2022 – f*ck love (avec Anthony de la Torre)
- 2022 – be like you
- 2023 – This Body
- 2024 – The Code

### Collaborations
- 2017 – Style (Marc Amacher feat. Nemo)
- 2018 – Singer (Dodo feat. Nemo)
- 2019 — Legend (Stress feat. Nemo)
- 2022 – HAILEY (Chelan feat. Nemo)